# 小行星4218
小行星4218（4218 Demottoni）是一颗绕太阳运转的小行星，为主小行星带小行星。该小行星于1988年1月16日发现。

## 轨道参数
小行星4218的轨道半长轴为2.2474780 UA，离心率为0.144。